# Liochthonius penicillus
Liochthonius penicillus är en kvalsterart som beskrevs av Chinone 1978. Liochthonius penicillus ingår i släktet Liochthonius och familjen Brachychthoniidae. Inga underarter finns listade i Catalogue of Life.